# مؤتمر موسكو (1945)

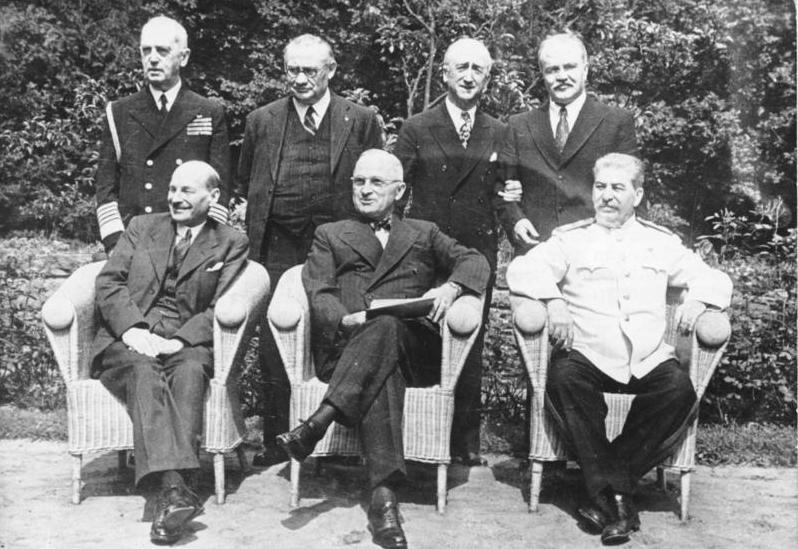

اجتمع مؤتمر موسكو لوزراء الخارجية (المعروف أيضًا باسم الاجتماع المؤقت لوزراء الخارجية ) للولايات المتحدة ( جيمس ف. بيرنز ) والمملكة المتحدة ( إرنست بيفن ) والاتحاد السوفيتي ( فياتشيسلاف مولوتوف ) في ديسمبر 1945 لمناقشة مشاكل الاحتلال، وإحلال السلام، وقضايا الشرق الأقصى الأخرى.
تضمن البيان الصادر بعد المؤتمر في 27 ديسمبر 1945 إعلانًا مشتركًا غطى عددًا من القضايا الناتجة عن نهاية الحرب العالمية الثانية . تم التوقيع عليه من قبل وزراء خارجية الدول الثلاث واشتمل على الأقسام التالية:
1. إعداد معاهدات السلام مع إيطاليا ورومانيا وبلغاريا والمجر وفنلندا. (انظر معاهدات باريس للسلام ، 1947 )
2. لجنة الشرق الأقصى ومجلس الحلفاء لليابان.
  - لجنة الشرق الأقصى
  - مجلس الحلفاء لليابان
3. كوريا : ستنشئ القيادة العسكرية الأمريكية والسوفيتية المتنافسة في كوريا لجنة مشتركة لتقديم توصيات من حكومة حرة واحدة في كوريا. عوملت هذه اللجنة بشكوك كبيرة من الجانبين منذ إنشائها. الأهم من ذلك هو القرار بضرورة وجود وصاية من أربع قوى تصل إلى خمس سنوات قبل أن تحصل كوريا على الاستقلال. :p.34
4. الصين
5. قيام الأمم المتحدة بإنشاء لجنة لمراقبة الطاقة الذرية

 لاحظ الدبلوماسي الأمريكي المخضرم جورج ف. كينان، الذي كان يعمل آنذاك في السفارة الأمريكية في موسكو، الإجراءات مباشرة، وكتب في مذكراته بشأن جيمس بيرنز، وزير الخارجية الأمريكي: 
 إن الحقائق التي تقف وراء هذا الاتفاق، لأنها تتعلق فقط بأشخاص مثل الكوريين والرومانيين والإيرانيين، الذين لا يعرف شيئًا عنهم، ولا تهمهم. الروس يعرفون هذا. سوف يرون أنه مقابل هذا النجاح السطحي يدفع الثمن غالياً في الأشياء الحقيقية. :pp.287–288 